# Отдых на пути в Египет (картина Тициана)
«Отдых на пути в Египет» — картина итальянского художника позднего Ренессанса Тициана, датируемая приблизительно 1508 годом. Долгое время принадлежала маркизу Бата, хранилась в Лонглит Хаусе недалеко от Уорминстера, Уилтшир, Англия. Сюжет взят из Евангелия от Матфея (2:14); на картине изображены Иосиф, Мария и Иисус, остановившиеся отдохнуть во время бегства в Египет.

## Описание
На фоне лесного пейзажа Мадонна с Младенцем отдыхают во время бегства в Египет, а Иосиф слева тихо и меланхолично наблюдает за происходящим.
Картина написана на деревянной панели шириной 64 см и, как полагают, была выполнена Тицианом около 1508 года, когда ему было 20 лет. Для столь юного возраста он демонстрирует вполне достаточное понимание чувств и человечности. И Иосиф, и Мария выглядят задумчивыми, отражая легкое предчувствие, витающее в воздухе. Белая пелена на коленях последней, от которой на мгновение освободился её сын, намекает на плащаницу, в которую спустя годы будет завернуто тело Христа для погребения.
Стоит также отметить влияние Джорджоне, который стал пионером в области живописи, названной «пейзажем настроения», то есть сцен с изображением человека на фоне пейзажа, где последний задаёт эмоциональный тон, а не служит лишь фоном. В случае с «Отдыхом на пути в Египет» большое дерево на среднем плане повторяет позу Иосифа и служит укрытием для Святого семейства.

## Провенанс
Заказчик неизвестен. В начале XVII века картина по документам находилась во владении венецианского торговца специями Бартоломео делла Наве, в коллекции которого было не менее 15 работ Тициана. К 1660-м годам она находилась в коллекции эрцгерцога Леопольда Вильгельма Австрийского, где была включена в каталог под названием Theatrum Pictorium его придворного художника Давида Тенирса (младшего). В 1809 году она была украдена из дворца Бельведер в Вене французскими войсками во время Наполеоновских войн. В 1878 году она была куплена на аукционе Christie's Джоном Тинном, 4-м маркизом Батом и с тех пор находится в семейной резиденции Лонглит Хаус. Картина была украдена из гостиной в 1995 году и найдена в Ричмонде, Лондон, в 2002 году детективом Чарли Хиллом.
7 июля 2024 года картина была продана на аукционе Christie's за 22,3 миллиона долларов.

## Копии
В дополнение к гравюре для каталога коллекции эрцгерцога Тенирс сделал миниатюру картины. Как и в случае с большинством его миниатюр, неясно, была ли гравюра сделана по миниатюре или по оригиналу; в случае с «Отдыхом на пути в Египет» существующая литература указывает на то, что и миниатюра, и гравюра были сделаны с оригинала.